# Ulrich Walwei
Ulrich Walwei (* 1958 in Versmold) ist ein deutscher Wirtschaftswissenschaftler.

## Leben
Walwei studierte Volkswirtschaftslehre an der Universität-Gesamthochschule Paderborn. Anschließend war er Wissenschaftlicher Mitarbeiter am finanzwissenschaftlichen Lehrstuhl von Friedrich Buttler. 1990 wurde er in Paderborn mit der Studie „Ökonomisch-rechtliche Analyse befristeter Arbeitsverhältnisse“ zum Dr. rer. pol. promoviert.
Von 1988 bis 1996 war Walwei als Wissenschaftlicher Mitarbeiter am Institut für Arbeitsmarkt- und Berufsforschung (IAB) beschäftigt und leitete dort von 1997 bis 2007 den Forschungsbereich „Wachstum, Demographie und Arbeitsmarkt“. Seit 2002 ist er Vizedirektor des Instituts.
Seine Forschungsschwerpunkte sind Arbeitsmarktinstitutionen, Arbeitsmarkttrends, Flexibilisierung des Arbeitsmarkts, Beschäftigungsformen und Arbeitsmarktpolitik. Seit 2014 hat er auch einen Lehrauftrag an der Universität Regensburg.
Walwei ist Mitglied des Wissenschaftlichen Beirats der Bundesanstalt für Arbeitsschutz und Arbeitsmedizin, des Beirats der Hochschule der Bundesagentur für Arbeit und des Ordnungspolitischen Beirats der Konrad-Adenauer-Stiftung. Er ist Referent bei Veranstaltungen der CDU/CSU-Bundestagsfraktion, ist als Arbeitsmarkt-Experte in der Presse gefragt und verfasst Artikel für Die Zeit und den Wirtschaftsdienst. 2020 war er Gründungsmitglied im Rat der Arbeitswelt des Bundesarbeitsministeriums.